# Lodi (hrabstwo Seneca)
Lodi – wieś w Stanach Zjednoczonych, w stanie Nowy Jork, w hrabstwie Seneca.